# Anamari Velenšek
Anamari ("Ana") Klementina Velenšek (Celje, 15 mei 1991) is een judoka uit Slovenië, die haar vaderland tweemaal op rij vertegenwoordigde bij de Olympische Spelen: in 2012 (Londen) en 2016 (Rio de Janeiro). Bij het laatste toernooi won zij een bronzen medaille in de gewichtsklasse tot 78 kilogram.

## Erelijst

### Olympische Spelen
- 2016 – Rio de Janeiro, Brazilië (– 78 kg)

### Wereldkampioenschappen
- 2014 – Tsjeljabinsk, Rusland (– 78 kg)
- 2015 – Astana, Kazachstan (– 78 kg)

### Europese kampioenschappen
- 2011 – Istanboel, Turkije (– 78 kg)
- 2012 – Tsjeljabinsk, Rusland (– 78 kg)
- 2013 – Boedapest, Hongarije (– 78 kg)